# Slatina, Silistra
Slatina (în bulgară Слатина, în română Capaclia) este un sat în comuna Sitovo, regiunea Silistra, Dobrogea de Sud, Bulgaria. Între anii 1913-1940 a făcut parte din plasa Accadânlar a județului Durostor, România.  

## Demografie
Componența etnică a satului Slatina
     Turci (5,66%)
     Bulgari (93,39%)
     Nicio identificare (0,94%)
     Altele (0%)
La recensământul din 2011, populația satului Slatina era de 106 locuitori. Din punct de vedere etnic, majoritatea locuitorilor (93,39%) erau bulgari, cu o minoritate de turci (5,66%). Pentru 0,94% din locuitori nu este cunoscută apartenența etnică.

### Recensământul românesc din 1930
Componența etnică a comunei Capaclia (județul Durostor)
     Români (31,48%)
     Bulgari (18,56%)
     Turci (49,45%)
     Romi (0,51%)
Componența confesională a comunei Capaclia
     Ortodocși (49,45%)
     Musulmani (50,55%)
Conform recensământului efectuat în 1930, populația comunei Capaclia se ridica la 991 locuitori. Majoritatea locuitorilor erau turci (49,45%), cu o minoritate de români (31,48%), una de bulgari (18,56%) și una de romi (0,51%). Din punct de vedere confesional, majoritatea locuitorilor erau musulmani (50,55%), dar existau și ortodocși (49,45%).